# Lista över fornlämningar i Örkelljunga kommun
Lista över fornlämningar i Örkelljunga kommun är en förteckning av ett urval av de fornlämningar som finns i Örkelljunga kommun.

## Rya
| Namn                    | Lämningstyp                      | Tillkomsttid | Historisk indelning | Plats | Läge                 | ID-nr          | Bild                                      |
| ----------------------- | -------------------------------- | ------------ | ------------------- | ----- | -------------------- | -------------- | ----------------------------------------- |
| Rya kyrkoruin (Rya 2:1) | Kyrka/kapell                     |              | Rya, Skåne          |       | 56.229170, 13.169655 | 10110900020001 | Ladda upp en till bild av detta fornminne |
| Rya 2:2                 | Begravningsplats                 |              | Rya, Skåne          |       | 56.229059, 13.169706 | 10110900020002 | Ladda upp en till bild av detta fornminne |
| Rya 11:1                | Röse                             |              | Rya, Skåne          |       | 56.200854, 13.182961 | 10110900110001 | Ladda upp en bild av detta fornminne      |
| Rya 26:1                | Stensättning                     |              | Rya, Skåne          |       | 56.235043, 13.129766 | 10110900260001 | Ladda upp en bild av detta fornminne      |
| Rya 31:1                | Stensättning                     |              | Rya, Skåne          |       | 56.234916, 13.138333 | 10110900310001 | Ladda upp en bild av detta fornminne      |
| Rya 72:1                | Röse                             |              | Rya, Skåne          |       | 56.231411, 13.168308 | 10110900720001 | Ladda upp en bild av detta fornminne      |
| Rya 84:1                | Husgrund, förhistorisk/medeltida |              | Rya, Skåne          |       | 56.200432, 13.181608 | 10110900840001 | Ladda upp en bild av detta fornminne      |

## Skånes-Fagerhult
| Namn                   | Lämningstyp    | Tillkomsttid | Historisk indelning     | Plats | Läge                 | ID-nr          | Bild                                 |
| ---------------------- | -------------- | ------------ | ----------------------- | ----- | -------------------- | -------------- | ------------------------------------ |
| Skånes-Fagerhult 9:1   | Fästning/skans |              | Skånes-Fagerhult, Skåne |       | 56.364592, 13.465941 | 10111600090001 | Ladda upp en bild av detta fornminne |
| Skånes-Fagerhult 66:1  | Röse           |              | Skånes-Fagerhult, Skåne |       | 56.339118, 13.431594 | 10111600660001 | Ladda upp en bild av detta fornminne |
| Skånes-Fagerhult 162:1 | Fästning/skans |              | Skånes-Fagerhult, Skåne |       | 56.365388, 13.470396 | 10111601620001 | Ladda upp en bild av detta fornminne |
| Skånes-Fagerhult 218:1 | Kvarn          |              | Skånes-Fagerhult, Skåne |       | 56.380458, 13.462192 | 10111602180001 | Ladda upp en bild av detta fornminne |

## Örkelljunga
| Namn                                 | Lämningstyp    | Tillkomsttid | Historisk indelning | Plats | Läge                 | ID-nr          | Bild                                 |
| ------------------------------------ | -------------- | ------------ | ------------------- | ----- | -------------------- | -------------- | ------------------------------------ |
| Örkelljunga 62:1                     | Fästning/skans |              | Örkelljunga, Skåne  |       | 56.275655, 13.255530 | 10115700620001 | Ladda upp en bild av detta fornminne |
| Stenbocks skansar (Örkelljunga 63:1) | Fästning/skans |              | Örkelljunga, Skåne  |       | 56.276043, 13.252476 | 10115700630001 | Ladda upp en bild av detta fornminne |
| Örkelljunga 68:1                     | Fästning/skans |              | Örkelljunga, Skåne  |       | 56.278767, 13.259918 | 10115700680001 | Ladda upp en bild av detta fornminne |
| Örkelljunga 88:1                     | Fästning/skans |              | Örkelljunga, Skåne  |       | 56.275188, 13.265771 | 10115700880001 | Ladda upp en bild av detta fornminne |